# Kaiser-Wilhelm-Koog
Kaiser-Wilhelm-Koog é um município do distrito de Dithmarschen, no estado de Schleswig-Holstein, Alemanha.